# Magic (bài hát Robin Thicke)
Magic là một ca khúc của ca sĩ nhạc R&B người Mỹ Robin Thicke. Đây là một bài hát theo phong cách R&B kết hợp với Jazz nằm trong album Something Else của Robin. Magic được phối khí với rất nhiều loại nhạc cụ khác nhau như conga, kèn thợ săn, violin và piano. Ca khúc này chính thức được phát hành vào ngày 20 tháng 5 năm 2008.
Sau khi được phát hành, ca khúc này đã xuất hiện trên bảng xếp hạng đĩa đơn R&B/Hip-Hop vào ngày 29 tháng 5 với vị trí thứ 90. Đến ngày 16 tháng 7, ca khúc này leo lên vị trí thứ 10 và trở thành đĩa đơn thứ hai của Robin Thicke lọt vào top 10 R&B/Hip-Hop.
Magic được sử dụng làm nhạc nền trong phần thi trang phục dạ hội của cuộc thi Hoa hậu Hoàn vũ 2008 tại Nha Trang, Việt Nam.